# Dexter Holland

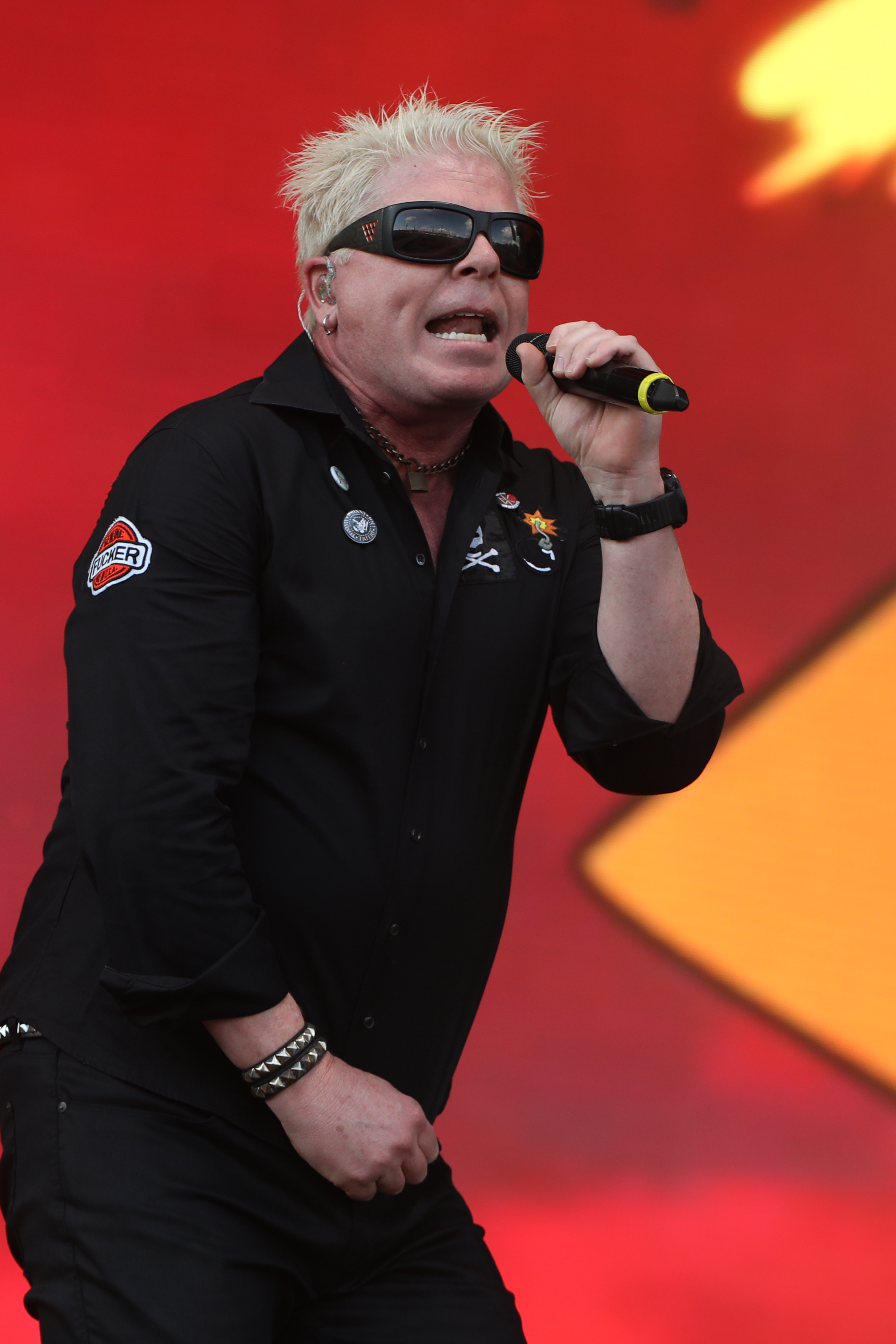
Dexter Holland (2022)

Bryan Keith „Dexter“ Holland (* 29. Dezember 1965 im Orange County, Kalifornien) ist ein US-amerikanischer Sänger, Gitarrist  und Songschreiber der 1984 gegründeten Punkband The Offspring sowie Unternehmer und Biologe. Er gründete 1995 zusammen mit dem ehemaligen Bassisten der Band, Greg K, das Musiklabel Nitro Records.

## Biografie
Dexter hat einen Bachelor-Abschluss in Mikrobiologie und einen Master-Abschluss in Molekularbiologie an der University of Southern California. Danach begann er ein Promotionsvorhaben in Molekularbiologie, welches er jedoch aufgrund seines musikalischen Erfolgs abbrach. Später nahm er dieses Verfahren erneut auf. Im Mai 2017 beendete Holland seine Dissertation auf dem Gebiet der Molekularbiologie mit dem Titel „Discovery of mature microRNA sequences within the protein-coding regions of global HIV-1 genomes: predictions of novel mechanisms for viral infection and pathogenicity“. Seine Tochter Alexa ist ebenfalls Sängerin und tritt unter dem Künstlernamen Lex Land auf. Am 12. August 1995 heiratete er Kristine Luna (* 1967). Holland lebt in Huntington Beach. Des Weiteren besitzt er eine eigene Soßenmarke mit dem Namen „Gringo Bandito“. Außerdem hat er eine Pilotenlizenz und besitzt zwei Flugzeuge. Er hat mehrfach alleine die Welt umrundet. 2006 nahm er am Los-Angeles-Marathon teil.